# 勒勒车
勒勒车，又稱罗罗车、牛牛车等，是蒙古族使用的古老交通运输工具。这种车车身小，但双轮高大，直径一般均在一米五六左右。可完全用桦木或榆木制成，不用铁件，结构简单，易于制造和修理。整个车一般分下脚和上脚两部分。下脚由车轮、车辐、车轴组成。车轮的制造一般是先用硬木削刻12付车辋，将12付车辋连结固定在一起便形成圆形车轮，支撑车轮的车辐条一般有36根左右。上脚由两根车辕和10条车撑构成。车辕长约4米左右，中间用10条车撑固定即可。一辆勒勒车自重约一百斤左右，可载货五六百斤至千余斤。
勒勒车轻便宜驾，适宜在草原、雪地、沼泽、沙滩上行走，可用来拉米、牛奶，搬运蒙古包和柴草等货物。行驶时可一辆辆排成长长的车队，首尾相连，如草原列车般行进在广袤的草原上，一个妇女或儿童即可驾驶七八辆至数十辆，承担全部家当的运输任务。
除普通勒勒车外，蒙古族地区还有一些特制的、专用的勒勒车。如围有车棚、供人乘坐的轿车；安装有木柜，用以贮藏粮食、肉食的库房车；装有木槽、牛皮袋或铁桶等盛水工具的水车等等。
随着现代交通工具的广泛使用，勒勒车已经少见，仅偏远地区的牧民有所使用。